# Taika Nakashima
Taika Nakashima (中島 大嘉, Nakashima Taika), né le 8 juin 2002 à Osaka au Japon, est un footballeur japonais. Il évolue au poste d'avant-centre au Mito HollyHock en prêt du Consadole Sapporo.

## Biographie

### En club
Né à Osaka au Japon, Taika Nakashima étudie au Lycée Kunimi avant de rejoindre le Consadole Sapporo. Le transfert est annoncé dès le 29 août 2020. Il joue son premier match en professionnel le 3 mars 2021, lors d'une rencontre de coupe de la Ligue japonaise contre Avispa Fukuoka. Il est titularisé ce jour-là et participe à la victoire de son équipe en marquant son premier but.
Nakashima inscrit son premier but en J. League le 19 mars 2022, contre le Cerezo Osaka. Entré en jeu, il inscrit le but égalisateur qui permet à son équipe de faire match nul (2-2 score final),.
Le 25 juin 2023, Nakashima est prêté jusqu'à la fin de l'année au Nagoya Grampus.
En janvier 2024, Taika Nakashima est prêté au Fujieda MYFC, le transfert est annoncé le 29 décembre 2023.
Le 19 juillet 2024, Nakashima est de nouveau prêté, cette fois-ci au Mito HollyHock jusqu'à la fin de la saison.

### En sélection
Taika Nakashima représente l'équipe du Japon des moins de 23 ans. Il est retenu avec cette sélection pour participer à la Coupe d'Asie des moins de 23 ans en 2022. Il joue six matchs et marque un but lors de cette compétition. Ce seul but est inscrit lors de la phase de groupe face au Tadjikistan (victoire 3-0 du Japon).